# Devin Padelford
Devin Padelford (Maplewood, 3 gennaio 2003) è un calciatore statunitense, difensore del Minnesota Utd.

## Carriera
Padelford ha iniziato a giocare a calcio con il St. Croix SC, per poi entrare a far parte del settore giovanile del Minnesota Utd nel 2021. Il 10 marzo 2022 ha firmato il suo primo contratto professionistico ed è stato assegnato alla squadra riserve, con cui ha debuttato due settimane più tardi nell'incontro di MLS Next Pro perso 3-1 contro il North Texas. Il 26 maggio seguente ha debuttato in prima squadra nell'incontro di US Open Cup perso 2-1 contro l'Union Omaha.
Il 4 giugno 2023 ha esordito in MLS nell'incontro pareggiato 1-1 contro il Toronto FC ed il 9 luglio seguente ha segnato il suo primo gol contro l'Austin FC.

## Statistiche

### Presenze e reti nei club
Statistiche aggiornate al 14 luglio 2024.
| Stagione        | Squadra            | Campionato      | Campionato | Campionato | Coppe nazionali | Coppe nazionali | Coppe nazionali | Coppe continentali | Coppe continentali | Coppe continentali | Altre coppe | Altre coppe | Altre coppe | Totale | Totale | Totale |
| Stagione        | Squadra            | Comp            | Pres       | Reti       | Comp            | Pres            | Reti            | Comp               | Pres               | Reti               | Comp        | Pres        | Reti        | Pres   | Reti   |        |
| --------------- | ------------------ | --------------- | ---------- | ---------- | --------------- | --------------- | --------------- | ------------------ | ------------------ | ------------------ | ----------- | ----------- | ----------- | ------ | ------ | ------ |
| 2022            | Minnesota United 2 | MNP             | 22         | 0          |                 | -               | -               |                    | -                  | -                  |             | -           | -           | 22     | 0      |        |
| 2023            | Minnesota United 2 | MNP             | 18         | 0          |                 | -               | -               |                    | -                  | -                  |             | -           | -           | 18     | 0      |        |
| 2022            | Minnesota Utd      | MLS             | 0          | 0          | USCup           | 1               | 0               |                    | -                  | -                  |             | -           | -           | 1      | 0      |        |
| 2023            | Minnesota Utd      | MLS             | 8          | 1          | USCup           | 1               | 0               |                    | -                  | -                  | LC          | 0           | 0           | 9      | 1      |        |
| 2024            | Minnesota Utd      | MLS             | 17         | 0          | USCup           | 0               | 0               |                    | -                  | -                  | LC          | 0           | 0           | 17     | 0      |        |
| Totale carriera | Totale carriera    | Totale carriera | 65         | 1          |                 | 2               | 0               |                    | -                  | -                  |             | 0           | 0           | 67     | 1      |        |